# Macrothemis inacuta
Macrothemis inacuta är en trollsländeart som beskrevs av Philip Powell Calvert 1898. Macrothemis inacuta ingår i släktet Macrothemis och familjen segeltrollsländor. IUCN kategoriserar arten globalt som livskraftig. Inga underarter finns listade i Catalogue of Life.